# Stemmadenia eubracteata
Stemmadenia eubracteata là một loài thực vật có hoa trong họ La bố ma. Loài này được Woodson miêu tả khoa học đầu tiên năm 1928.